# Pavlova vas
Pavlova vas este o localitate din comuna Brežice, Slovenia, cu o populație de 194 de locuitori.